# Rhaphiderus scabrosus
Rhaphiderus scabrosus is een insect uit de orde Phasmatodea en de familie Phasmatidae. De wetenschappelijke naam van deze soort is voor het eerst geldig gepubliceerd in 1829-1838 door Percheron.